# Dybasia divergens
Dybasia divergens är en mångfotingart som först beskrevs av Loomis 1964.  Dybasia divergens ingår i släktet Dybasia och familjen Cleidogonidae. Inga underarter finns listade i Catalogue of Life.